# Lapidario

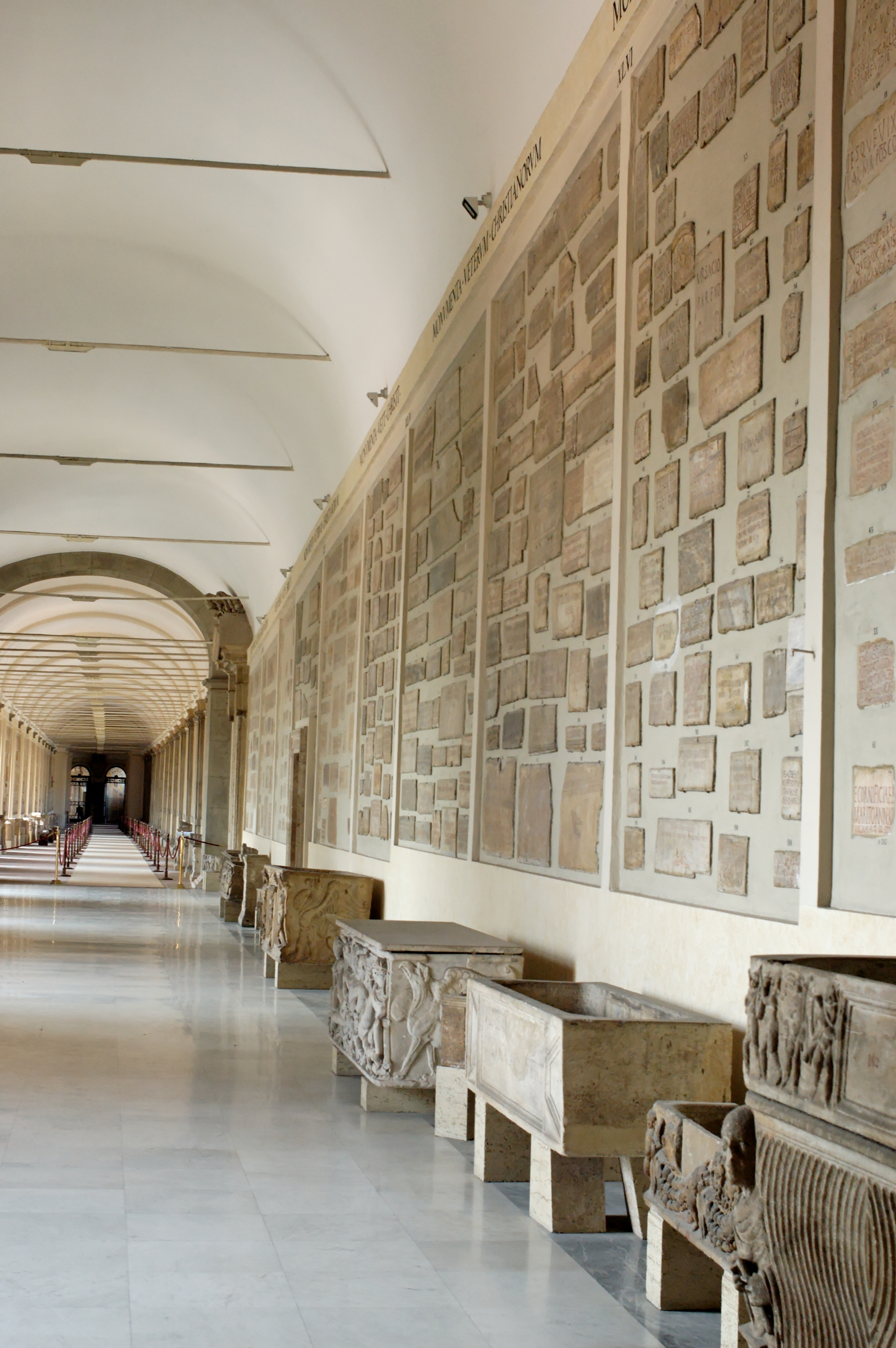
Il lapidario dei Musei Vaticani

Il lapidario (dal latino lapis "pietra") è genericamente una raccolta di pietre, sassi, rocce. Per significato traslato vengono così chiamati gli ambienti dove collezioni di tali reperti sono custoditi, frequenti nei musei, soprattutto in quelli di storia naturale o archeologici (quindi si applica anche a pietre scolpite, lavorate, frammenti architettonici, iscrizioni su pietra).
Il sostantivo lapidario è pure usato per indicare un gioielliere specialista nell'elaborazione di pietre preziose risultando analogo, ma non sinonimo, di gemmologo e incastonatore.
Altra accezione da riscontrare in ambito storico e  medievistico è quella di enciclopedia didattica di testi sulle caratteristiche e le virtù delle pietre.   ''Nome di alcune opere medievali, [.....] come i bestiarî o gli erbarî, in cui sono descritte pietre di vario genere (soprattutto le più rare o preziose) e le loro virtù curative e talismaniche.''   .